# Estádio Municipal Sócrates Stamato
O Estádio Sócrates Stamato é um estádio de futebol com capacidade para 15.300 pessoas, está localizado na cidade de Bebedouro, no estado de São Paulo.
Pertence à Prefeitura Municipal de Bebedouro, e faz parte do Complexo Armando Zacarelli, que inclui ginásio poliesportivo, pista de atletismo, piscina olímpica, quadra poliesportiva e espaço para realização de eventos.

### História
No início da década de 1990, a Associação Atlética Internacional disputava o Campeonato Paulista da Série A3, mas o clube já não podia mais utilizar o tradicional Estádio Arnoldo Bulle para as partidas oficiais, uma vez que o local não atendia mais às exigências técnicas e de segurança impostas pela Federação Paulista de Futebol (FPF). Entre os principais problemas estavam a baixa capacidade de público e a curta distância entre a torcida e o campo, o que frequentemente causava incidentes envolvendo torcedores, jogadores, arbitragem e comissão técnica.
Diante dessa situação, a Internacional se despediu do Estádio Arnoldo Bulle após 70 anos de uso, em um amistoso contra o Jaboticabal Atlético Clube, realizado no dia 24 de fevereiro de 1991, que terminou com a vitória do time visitante por 2 a 1.

### Inauguração do novo estádio
Em março de 1991, foi inaugurado oficialmente o Estádio Sócrates Stamato. O estádio foi construído no espaço anteriormente utilizado para a realização das Feccibs  festividade anual de grande popularidade em Bebedouro, que celebrava a importância da citricultura na região e atraía milhares de visitantes. Com a construção de um novo recinto para as festas, o espaço original foi adaptado para receber jogos de futebol profissional.
A primeira partida realizada no novo estádio foi entre a Internacional de Bebedouro e o XV de Jaú, com vitória da equipe da casa por 2 a 1.

### Ampliação
Em 1996, o estádio passou por uma significativa ampliação, aumentando sua capacidade para 15.300 lugares, conforme as normas da FPF para a participação em divisões superiores do futebol paulista. Foram construídas ou reformadas diversas estruturas de apoio, como portarias, bilheterias, catracas, sanitários, bares, rampas de acesso, vestiários e um estacionamento privativo.

### Maior público registrado
O maior público do Estádio Sócrates Stamato foi registrado no dia 21 de setembro de 1996, em uma partida válida pelo Campeonato Brasileiro daquele ano. O jogo entre o Santos Futebol Clube e o Clube Atlético Mineiro atraiu 7.031 pagantes. A partida terminou com vitória do Atlético Mineiro por 1 a 0, com gol marcado por Euller, conhecido como Filho do Vento.
A realização da partida em Bebedouro foi possível graças à intermediação de Moacir Di Giovani, torcedor e apoiador da Internacional, conhecido como Vermelho, que convenceu a diretoria do Santos, mandante do jogo, a transferir a partida para o estádio da cidade.
A Internacional (A.A.I.) time que manda seus jogos no estádio, já realizou jogos importantes, recebeu equipes do exterior, como Club Atlético Peñarol do Uruguai e participou de competições contra os grandes clubes do país, como: São Paulo, Corinthians, Palmeiras, Portuguesa, Flamengo, Fluminense, Vasco da Gama e Botafogo.